# Elytrimitatrix sharonae
Elytrimitatrix sharonae es una especie de escarabajo longicornio del género Elytrimitatrix, familia Cerambycidae, orden Coleoptera. Fue descrita científicamente por Santos-Silva & Hovore en 2008.

## Descripción
Mide 17,8-19,4 milímetros de longitud.

## Distribución
Se distribuye por Guatemala.